# Сан Манго д’Аквино
Сан Манго д'Аквино (итал. San Mango d'Aquino) је насеље у Италији у округу Катанцаро, региону Калабрија.
Према процени из 2011. у насељу је живело 1447 становника. Насеље се налази на надморској висини од 452 м.

## Становништво
Према резултатима пописа становништва 2011. у општини је живело 1.639 становника.
| 1931. | 1936. | 1951. | 1961. | 1971. | 1981. | 1991. | 2001. | 2011. |
| ----- | ----- | ----- | ----- | ----- | ----- | ----- | ----- | ----- |
| 2.190 | 2.249 | 2.404 | 2.411 | 2.079 | 2.018 | 2.120 | 1.877 | 1.639 |